# Korea International Circuit
Korea International Circuit er et sydkoreansk motorsportsanlæg beliggende ved Yeongam, i provinsen Syd-Jeolla, 400 km fra hovedstaden Seoul. Fra åbningen i 2010 til og med 2013 blev Koreas Grand Prix i Formel 1-serien kørt her.

## Historie
Den 2. september 2009 blev første spadestik taget til byggeriet af banen, og embedsmænd var overbevist om at arbejdet ville blive afsluttet i tide, til at der kunne afholdes et Formel 1 Grand Prix i 2010. De tyske designer Hermann Tilke fik ansvaret for udformningen af banen. En del blev permanent, og andre dele blev midlertidige anlæg. Den midlertidige del er placeret langs havnen, hvor tilskuere fra promenaden, hoteller og lystbåde kan se løbet.
Det første koreanske grand prix blev kørt første gang 24. oktober 2010, efter en 264 mio. $ aftale mellem Formel 1-chefen Bernie Ecclestone og den koreanske F1 promotor Sydkorea Auto Valley Operation, (KAVO - et joint venture mellem M-Bridge Holdings og Jeollanam-dos regionale regering).
Banen nåede kun at afholde fire F1 Grand Prix, og har siden kun lagt asfalt til små lokale løb, og hele anlægget bliver karakteriseret som en fiasko.

## Vindere af Formel 1 i Yeongam
| År   | Vinder           | Konstruktør      | Dæk | Tid           | Banelængde | Runder | Fart         | Dato        |
| ---- | ---------------- | ---------------- | --- | ------------- | ---------- | ------ | ------------ | ----------- |
| 2010 | Fernando Alonso  | Ferrari          | B   | 2:48:20,810 t | 5,615 km   | 55     | 109,997 km/t | 24. oktober |
| 2011 | Sebastian Vettel | Red Bull-Renault | P   | 1:38:01,994 t | 5,615 km   | 55     | 188,893 km/t | 16. oktober |
| 2012 | Sebastian Vettel | Red Bull-Renault | P   | 1:36:28,651 t | 5,615 km   | 55     | 191,939 km/t | 14. oktober |
| 2013 | Sebastian Vettel | Red Bull-Renault | P   | 1:43:13,701 t | 5,615 km   | 55     | 179,387 km/t | 06. oktober |